# Otto Liebing
Otto Liebing (* 31. März 1891 in Berlin; † 5. November 1967) war ein deutscher Ruderer, der 1912 eine olympische Bronzemedaille mit dem Achter gewann.
Liebing startete für den Berliner Ruderverein von 1876. 1911 gewann er zusammen mit Werner Dehn, Rudolf Reichelt und Hans Matthiae die Deutsche Meisterschaft im Vierer ohne Steuermann. Mit dem Achter unterlagen die Berliner bei der Deutschen Meisterschaft dem Achter aus Stettin. 1912 siegte der Achter mit Otto Liebing als Schlagmann, Max Bröske, Max Vetter, Willi Bartholomae, Fritz Bartholomae, Werner Dehn, Rudolf Reichelt, Hans Matthiae und Steuermann Kurt Runge bei der Deutschen Meisterschaft vor dem Boot aus Mainz, das Boot vom Berliner RC Sport-Borussia gab auf.
Bei den Olympischen Spielen 1912 auf dem Djurgårdsbrunnsviken in Stockholm traten jeweils zwei Boote im K.-o.-System gegeneinander an. Der Achter des Berliner RV von 1876 siegte in der ersten Runde über einen ungarischen Achter. In der zweiten Runde trafen zwei Berliner Boote aufeinander, der RV von 1876 siegte über das Boot von Sport-Borussia. Im Halbfinale unterlag das Boot mit Liebing den späteren Olympiasiegern vom Londoner Leander Club. Da nur drei Boote das Halbfinale erreichten, waren die Deutschen damit Olympiadritte.
Nach dem Ersten Weltkrieg gewann Otto Liebing einen weiteren Deutschen Meistertitel, als er 1920 zusammen mit Paul Graun im Zweier ohne Steuermann siegte.